# Kurikota, Gulbarga
Kurikota là một làng thuộc tehsil Gulbarga, huyện Gulbarga, bang Karnataka, Ấn Độ.